# إس. موريس إنجل
إس. موريس إنجل هو فيلسوف لغات ‏ كندي، ولد في 1931.